# Love in Rewind
Chansons représentant la Bosnie-Herzégovine au Concours Eurovision de la chanson
Thunder and Lightning
(2010) Korake ti znam
(2012)
Love in Rewind (en français, L'Amour en rembobinage) est la chanson représentant la Bosnie-Herzégovine au Concours Eurovision de la chanson 2011. Elle est interprétée par Dino Merlin.
La chanson est d'abord présente lors de la deuxième demi-finale le jeudi 12 mai 2011. Elle est la première de la soirée, précédant The Secret Is Love interprétée par Nadine Beiler pour l'Autriche.
À la fin des votes, elle obtient 109 points : elle est la deuxième du télévote et a douze points de l'Autriche, de la Macédoine, de la Slovaquie et de la Slovénie. Elle finit à la cinquième place sur dix-neuf participants. Elle fait ainsi partie des dix chansons qualifiées en finale.
En finale le samedi 14 mai, la chanson est la deuxième de la soirée, suivant Da Da Dam interprétée par Paradise Oskar pour la Finlande et précédant New Tomorrow interprétée par A Friend In London pour le Danemark.
À la fin des votes, elle obtient 83 points, notamment 12 points de l'Autriche, la Macédoine, la Serbie, la Slovénie et la Suisse ; elle est la seule chanson à avoir cinq pays donnant le maximum de points. Elle finit sixième sur vingt-cinq participants.

## Classements

### Classements hebdomadaires
| Classement (2011)              | Meilleure position |
| ------------------------------ | ------------------ |
| Danemark (Hitlisten)           | 86                 |
| Turquie (Turkish Music Charts) | 73                 |